# Жуки-бомбардири
Назву жук-бомбарди́р вживають до тих жуків з родини Туруни (Carabidae), які мають особливий захисний механізм. У разі небезпеки вони викидають у бік ворога гарячу отруйну захисну рідину, яка на повітрі із тріском миттєво перетворюється на хмаринку. Складність і доцільність цього механізму прихильники креаціонізму вважають одним з доказів божого промислу.
Відомо понад 500 видів жуків-бомбардирів. Серед них найчастіше зустрічаються жуки з роду Bráchynus, поширені на більшій частині суходолу, за винятком Антарктики, а також близькі роди триби Brachinini.

## Спосіб життя
Типовими місцями мешкання брахінусів є лісові та лучні біотопи, є види, які віддають перевагу берегам водойм, деякі — на солончаках.
Ці жуки не здатні літати, їх імаго є хижаками, що нишпорять у пошуках здобичі. Активні вони вночі, вдень ховаються під камінням, стовбурами, які впали, у підстилці. Їхніми жертвами стають дрібні безхребетні тварини — комахи, павуки, нематоди тощо. Личинки цих комах паразитують на лялечках інших жуків

## Захисний механізм

### Анатомічні особливості
У черевці жуків-бомбардирів є дві залози. Довгим каналом кожна з'єднана із власним вмістищем, яке має досить товсті м'язові стінки. Клітини, що вистилають залози зсередини, утворюють гідрохінон і перекис водню. Розчин їх суміші накопичується у резервуарах. Кожен, крім того, з'єднаний ще й зі спільною для обох камерою, де утворюються ферменти каталаза і пероксидаза. Ця камера має спеціальний отвір назовні.

### Дія захисного механізму у Brachininae
Кінчик черевця у жуків-бомбардирів достатньо рухливий. У деяких африканських видів напрямок «пострілу» може змінюватись на 270°. Тож, у разі небезпеки жук спрямовує кінчик черевця у бік ворога. Стискування м'язами стінок резервуарів створює тиск, який виштовхує рідку суміш до резервуара. Тут під дією ферментів у ній починаються хімічні реакції:
1) Каталаза розкладає перекис водню з утворення вільного кисню:
2Н2О2 = 2Н2О + O2↑;
2) Гідрохінон окиснюється пероксидазою і перетворюється на хінон: C6H4(OH)2 →
C6H4O2 + H2↑
Обидві реакції відбуваються надзвичайно швидко, бурхливо, з виділенням великої кількості тепла. Температура суміші сягає +100 °C. Гази, що утворюються, різко збільшують обсяг суміші і її викидає у бік ворога. У одного з досліджених у цьому відношенні видів, «постріл» триває 8...17 мс — кипляча рідина викидається зі швидкістю 10 м/с. Викиди відбуваються серіями по чотири-дев'ять «пострілів» поспіль. Це відстрашує ворога, а у деяких випадках, може навіть вбити його (наприклад, хижого жука,  багатоніжку). Основний складник захисної рідини — хінон — при потраплянні на очі та у дихальну систему хребетних, пошкоджує їх.

### Варіанти захисту
Подібний, хоча і дещо примітивніший захисний механізм мають туруни зі спорідненої брахінінам підродини Paussinae. Нічні хижаки з триби Ozaenini випорскують суцільну цівку захисної рідини. Жуки триб Paussini й Protopaussini є мірмекофілами і мешкають у мурашниках. Черевце цих жуків менш рухливе і щоб відлякати ворога, який знаходиться попереду, вони випорскують гарячу рідину на спеціальні бугорці на власних надкрилах. А вже звідти вона відбивається так, що прямує уперед. Жуки триби Metriini виділяють назовні рідину, яка по надкрилах стікає наперед, а там вона починає пухиритися та розбризкуватися в усі боки. Температура рідини менша: 55—77 °C.